# Comuna de Świątki
Świątki (polaco: Gmina Świątki) é uma gminy (comuna) na Polónia, na voivodia de Vármia-Masúria e no condado de Olsztyński. A sede do condado é a cidade de Świątki.
De acordo com os censos de 2004, a comuna tem 4273 habitantes, com uma densidade 26,1 hab/km².

## Área
Estende-se por uma área de 163,8 km², incluindo:
- área agricola: 72%
- área florestal: 10%

## Demografia
Dados de 30 de Junho 2004:
|                      | Total   | Total | Mulheres | Mulheres | Homens  | Homens |
| -------------------- | ------- | ----- | -------- | -------- | ------- | ------ |
|                      | pessoas | %     | pessoas  | %        | pessoas | %      |
| População            | 4273    | 100   | 2070     | 48,4     | 2203    | 51,6   |
| Densidade (pop./km²) | 26,1    | 100   | 12,6     | 12,6     | 13,4    | 13,4   |

De acordo com dados de 2002, o rendimento médio per capita ascendia a 1344,19 zł.

## Subdivisões
- Brzydowo, Garzewo, Gołogóra, Jankowo, Kalisty, Konradowo, Klony, Kwiecewo, Różynka, Skolity, Świątki, Włodowo, Worławki.

## Comunas vizinhas
- Dobre Miasto, Dywity, Jonkowo, Lubomino, Łukta, Miłakowo, Morąg